# Wanping
För andra betydelser, se Wanping (olika betydelser).
Wanping (kinesiska: 宛平城, pinyin: Wǎnpíng Chéng), är en fästning eller muromgärdad stad från Mingdynastin i Peking i Kina. Den byggdes 1638–1640 för att försvara Peking mot Li Zicheng och bondeupproret. Det är beläget i Fengtai-distriktet, intill Marco Polo-bron, öster om Yongdingfloden.
Fästningen har två portar, den östra Evigt blomstrande porten (omdöpt till Majestätiska porten) och den västra positiva regeringens port. Den kallas ibland Wanping City och fungerade från början som en militär fästning. Från väst till öst är den 640 meter och från syd till nord 320 meter och är halvkvadratisk till formen.
Museet för kinesiska folkets motstånd mot japansk aggression omges av ett torg och en park med många skulpturer som tar upp en stor del av ytan innanför murarna.